# Ljubomir Vranjes
Ljubomir Vranjes (* 3. Oktober 1973 in Göteborg) ist ein schwedischer Handballtrainer und ehemaliger schwedischer Handballnationalspieler. Er spielte – trotz seiner für einen Handballspieler geringen Körpergröße von 1,66 m – auf der Position Rückraum Mitte.

## Karriere

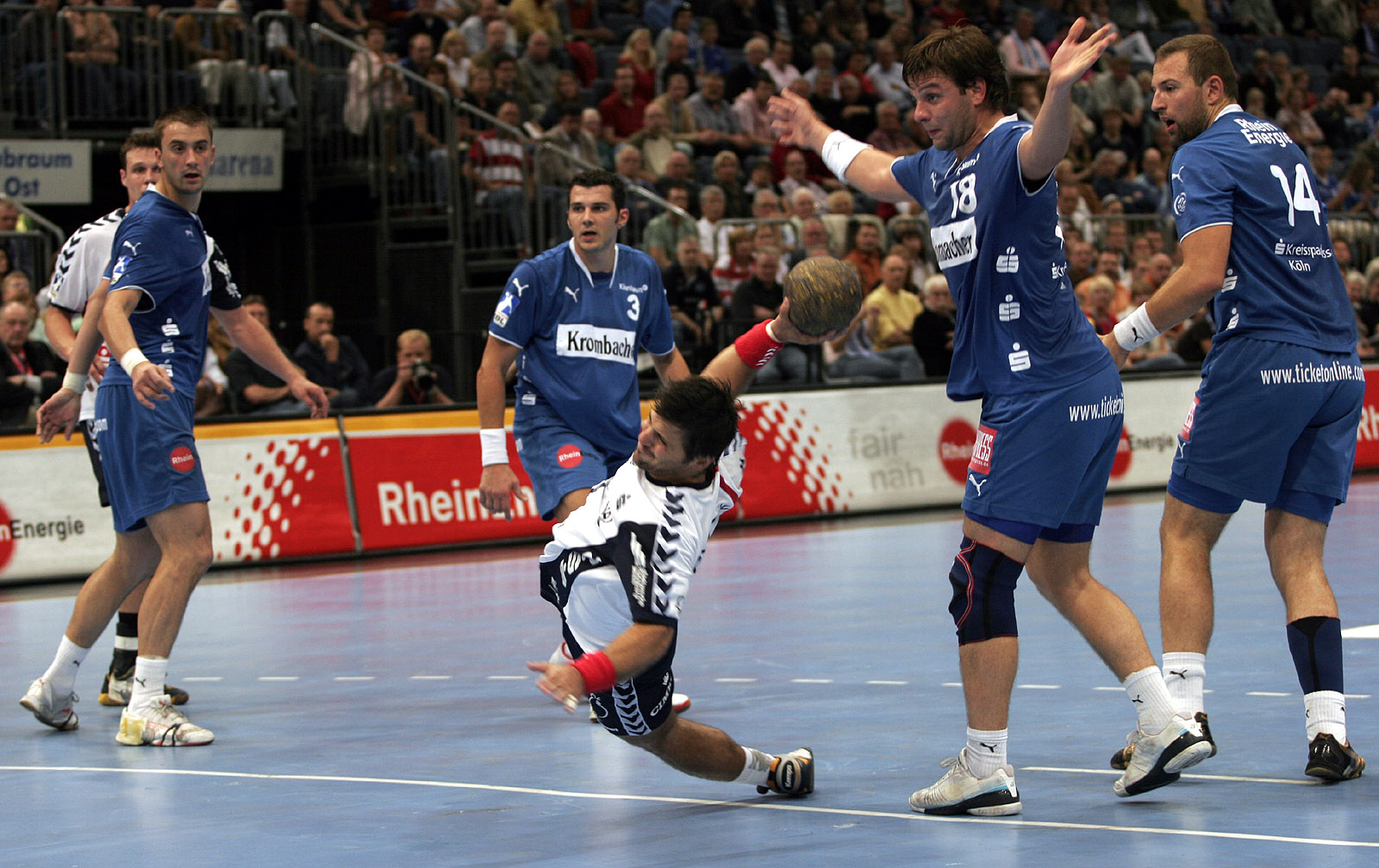
September 2007: Ljubomir Vranjes beim Torwurf während eines Bundesligaspiels beim VfL Gummersbach

### Als Spieler
Bis 1989 spielte Vranjes bei Kortedala IF. Von dort wechselte er in seine Heimatstadt Göteborg, wo er bis 1999 bei Redbergslids IK spielte und fünfmal schwedischer Meister wurde. Dann führte ihn sein Weg in die spanische Liga ASOBAL zu BM Granollers, wo er zwei Spielzeiten spielte, bevor er seine Karriere bei der HSG Nordhorn fortsetzte. Mit Nordhorn wurde er 2002 deutscher Vizemeister und erreichte 2002 und 2005 das Final Four des DHB-Pokals. 2006 wechselte Vranjes zur SG Flensburg-Handewitt, mit der er 2007 erneut das Final Four des DHB-Pokals erreichte, dort aber im Halbfinale gegen den THW Kiel ausschied. Ebenfalls 2007 stand er mit Flensburg im Finale der Champions League, wo die SG in einem deutsch-deutschen Finale erneut dem THW unterlag. 2009 beendete er seine Laufbahn als Spieler.
Vranjes bestritt 165 Länderspiele für die schwedische Nationalmannschaft, in denen er 451 Treffer erzielte, und mit der er an den Olympischen Spielen 2000 in Sydney teilnahm, wo das Team die Silbermedaille gewann. Außerdem wurde er mit Schweden 1999 Weltmeister sowie 1998, 2000 und 2002 Europameister.

### Als Trainer
Ursprünglich wollte Ljubomir Vranjes 2009, mit seiner Frau Maria und seinen beiden Kindern, wieder nach Schweden gehen, um Trainer beim Erstligisten IFK Skövde HK zu werden. Jedoch löste er den Vertrag auf und übernahm im Sommer 2009 den Posten des Teammanagers in Flensburg. Im November 2010 übernahm er nach der Beurlaubung des Flensburger Trainers Per Carlén zusätzlich das Traineramt bei der SG Flensburg-Handewitt. 2012 gewann Flensburg den Europapokal der Pokalsieger, 2014 die EHF Champions League gegen den THW Kiel, gegen den Vranjes sieben Jahre zuvor als Spieler noch verloren hatte, und 2015 im fünften Anlauf den DHB-Pokal, nachdem die SG unter seiner Leitung von 2011 bis 2014 viermal hintereinander das Pokalfinale erreicht aber jeweils verloren hatte. 2017 wurde er vom schleswig-holsteinischen Ministerpräsidenten Daniel Günther mit der Sportplakette des Landes Schleswig-Holstein ausgezeichnet.
Von Mai 2013 bis Oktober 2013 trainierte er zusätzlich die serbische Nationalmannschaft.

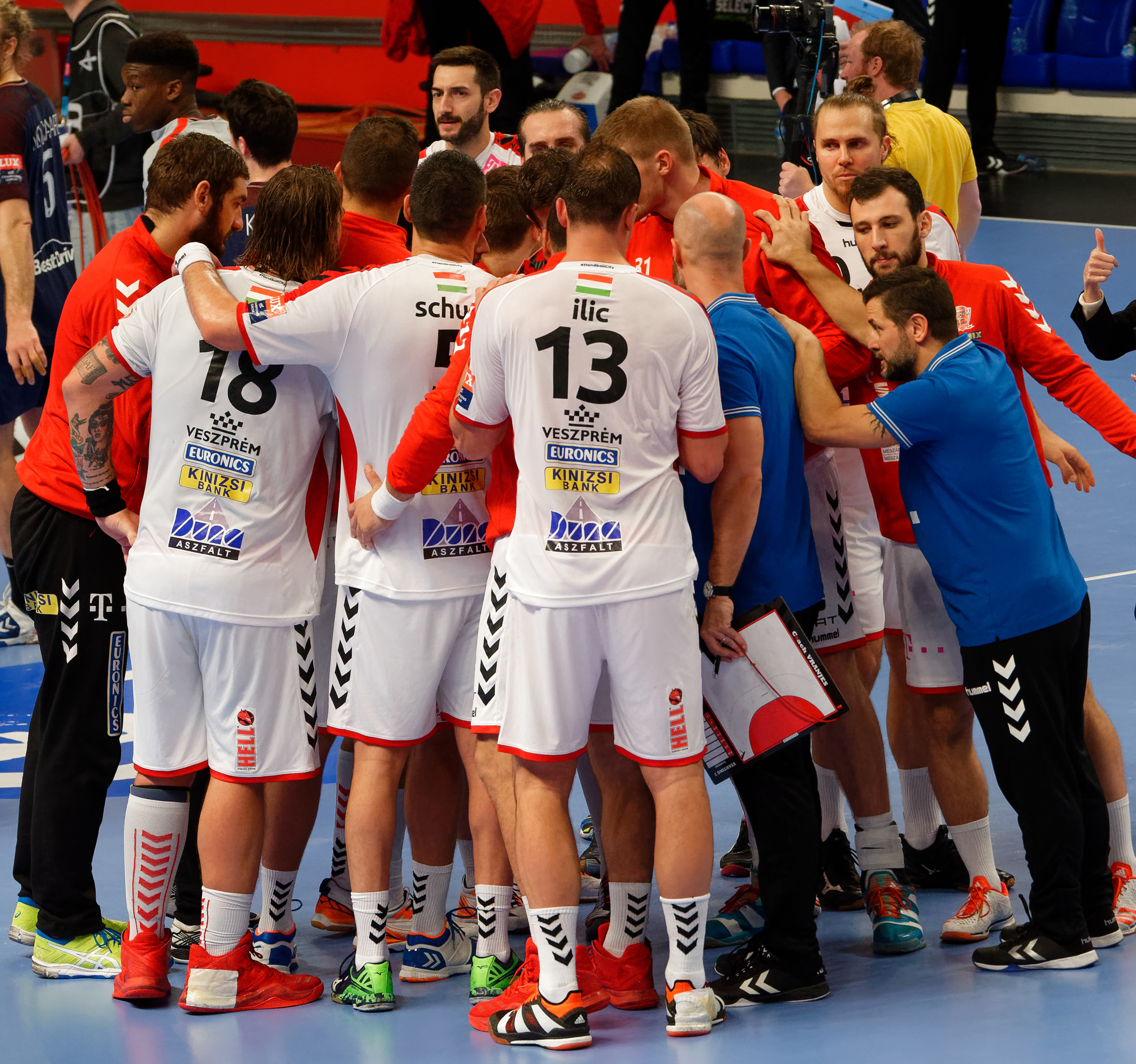
November 2017: Vranjes (ganz rechts) während einer Auszeit mit Telekom Veszprém beim CL-Auswärtsspiel bei PSG Handball

Zur Saison 2017/18 wechselte er zum ungarischen Handballverein Telekom Veszprém. Zusätzlich übernahm er im Sommer 2017 das Traineramt der ungarischen Nationalmannschaft. Die Zusammenarbeit mit dem Handballverein KC Veszprém wurde am 1. Oktober 2018 vorzeitig beendet. Wenige Tage später trennte sich auch der ungarische Handballverband von ihm. Ab dem 11. März 2019 trainierte er den schwedischen Erstligisten IFK Kristianstad. Im Dezember 2019 übernahm er zusätzlich das Traineramt der slowenischen Nationalmannschaft. Im Dezember 2020 beendete er seine Trainertätigkeit beim IFK Kristianstad. Nach dem Vorrundenaus bei der Europameisterschaft 2022 wurde sein Vertrag als Nationaltrainer Sloweniens aufgelöst.
Noch am gleichen Tag gab der deutsche Bundesligist Rhein-Neckar Löwen seine Verpflichtung bis zum Ende der Saison 2021/22 bekannt.
Zur Saison 2022/23 übernahm Vranjes den französischen Erstligisten USAM Nîmes. Im Sommer 2023 verließ er den Verein und kehrte als sportlicher Leiter zur SG Flensburg-Handewitt zurück. Im Dezember 2024 übernahm er interimsweise das Traineramt bei der SG.

## Sonstiges
Vranjes ist serbischer Abstammung. Sein Hobby ist die Fotografie. Im Jahr 2007 war er als Fotograf an der Entstehung des Mannschaftskalenders der SG Flensburg-Handewitt beteiligt.

## Erfolge
als Spieler
- Schwedischer Meister 1993, 1995, 1996, 1997, 1998
- Schwedischer Ligacup 1996, 1997, 1998
- Weltmeister 1999
- Europameister 1998, 2000 und 2002
- Silbermedaille bei den Olympischen Spielen 2000
- Champions-League-Finalist 2007

als Trainer
- Europapokalsieger der Pokalsieger 2012
- DHB-Supercup 2013
- EHF Champions League 2014
- IHF-Welttrainer des Jahres 2014
- DHB-Pokalsieger 2015
- Ungarischer Pokalsieger 2018